# Nomadinae

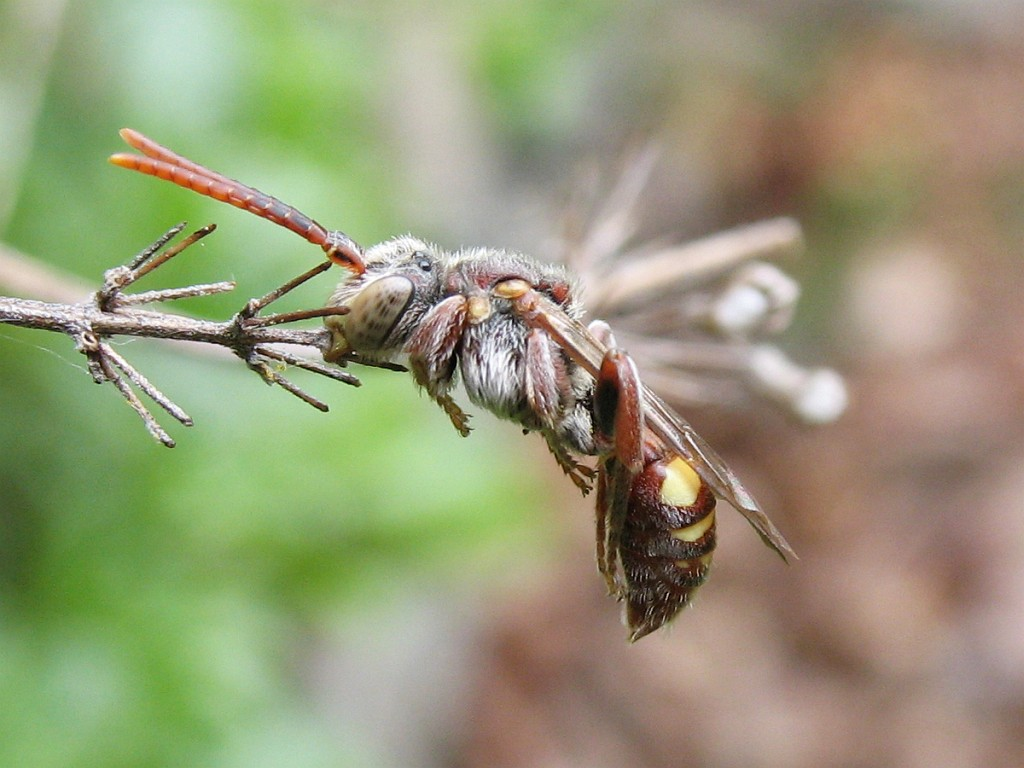
Nomada sp. macho durmiendo.

Los nomadinos (Nomadinae) son una subfamilia de himenópteros apócritos de la familia Apidae de distribución mundial; está constituida por abejas parásitas o cucos, más correctamente llamadas cleptoparásitas. Depositan sus huevos en los nidos de otras abejas, predominantemente abejas de la familia Andrenidae.
Parasitan los nidos de muchas especies diferentes de abejas. No recolectan polen y por lo tanto carecen de aparato colector, lo que les da un aspecto más similar a las avispas que a otras abejas. Las de la tribu Nomadini suelen ser de colores rojizos y de 8 a10 mm. Las de la tribu Epeolini son oscuras con marcas blancas o amarillentas y de tamaño algo mayor.
Esta subfamilia presenta una gran diversidad morfológica y de uso de huéspedes lo cual sugiere que es de gran antigüedad como grupo parásito
La hembra entra al nido de su huésped durante su ausencia y deposita un huevo en la pared del mismo. La hembra de Nomadinae tiene huevos en un estado de desarrollo más avanzado que los de sus huéspedes; además durante el primer estadio del desarrollo la larva tiene mandíbulas poderosas que después descarta en la primera muda. La larva parásita encuentra y destruye el huevo o larva de la abeja huésped. A partir de entonces se alimenta del polen y néctar almacenado en la celdilla.
Distribuidas mundialmente, con su mayor diversidad en Norteamérica.
Los adultos de muchas especies tienen la característica de dormir aferrados al tallo de una planta por sus mandíbulas.

## Sistemática

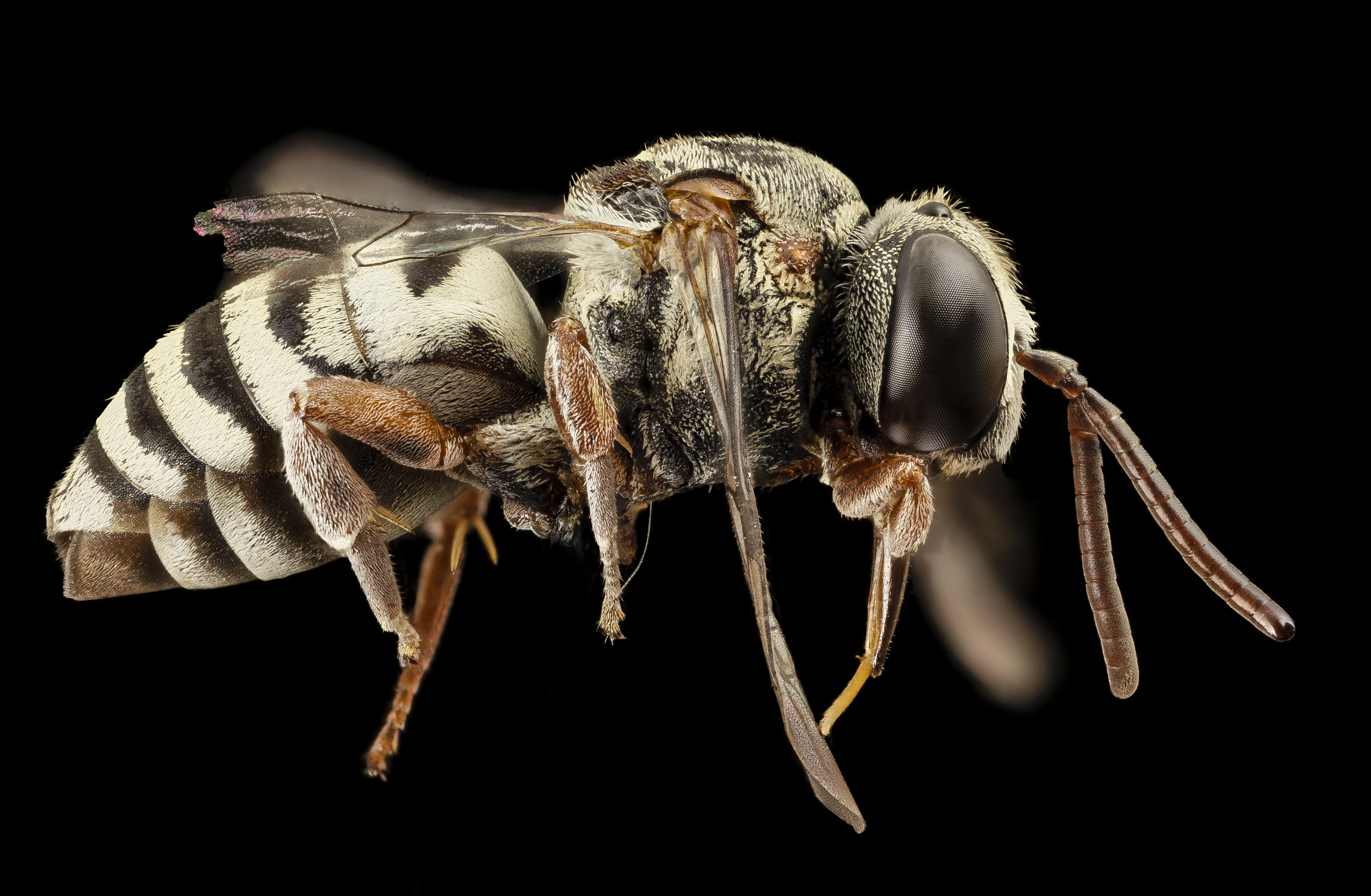
Epeolus australis

- Ammobatini
  - Ammobates
  - Chiasmognathus
  - Melanempis
  - Oreopasites
  - Parammobatodes
  - Pasites
  - Sphecodopsis
  - Spinopasites
- Ammobatoidini
  - Aethammobates
  - Ammobatoides
  - Holcopasites
  - Schmiedeknechtia
- Biastini
  - Biastes
  - Neopasites
  - Rhopalolemma
- Brachynomadini
  - Brachynomada
  - Kelita
  - Paranomada
  - Triopasites
- Caenoprosopidini
  - Caenoprosopina
  - Caenoprosopis

- Epeolini
  - Doeringiella
  - Epeolus
  - Odyneropsis
  - Pseudepeolus
  - Rhinepeolus
  - Rhogepeolus
  - Thalestria
  - Triepeolus
- Hexepeolini
  - Hexepeolus
- Neolarrini
  - Neolarra
- Nomadini
  - Nomada
- Townsendiellini
  - Townsendiella